# Светско првенство у хокеју на леду 2022 — Дивизија II
Светско првенство дивизије II у хокеју на леду за 2022, је био међународни турнир у хокеју на леду који је организовала Међународна хокејашка федерација.
Турнир Групе А одржан је у Загребу, Хрватска, од 25. до 30. априла, а турнир Групе Б у Рејкјавику, на Исланду, од 18. до 23. априла 2022. године.
Након што је турнир отказан претходне две године због пандемије ковида 19, сви тимови су остали у својим групама.
Кина је освојила Групу А и напредовала у Дивизију I, док је Исланд освојио Групу Б и остварио пласман у Групу А.
Да би се свака група Светског првенства имала нормалан број тимова, ИИХФ је након турнира донела одлуку да не испадну Израел и Мексико, који су завршили последњи у Групи А и Б, већ да промовише Холандију и Грузија, другопласиране екипе из обе групе.

## Група А
Првенство друге дивизије групе А на светском шампионату 2022. играло се од 25. до 30. априла у Загребу, главном граду Хрватске. Све утакмице су се играле у Дворани Велесајам у Загребу. На турниру је учествовало 5 екипа, три из Европе и две из Азије, играло се по лигашком систему у четири кола, а две првопласиране екипа обезбедиле су наступ на првенство прве дивизије групе Б за 2023. годину.
Титулу светског првака у другој дивизији групе А освојила је селекција Кине која је остварила свих четири победа на турниру. На одиграних 10 утакмица постигнуто је укупно 70 голова, односно 7 погодака по утакмици. Све мечеве је уживо пратило 134 гледалаца или у просеку 13 гледаоца по утакмици. Титулу најефикаснијег играча турнира поделили су играчи Кине и Холандије, Фу Шуаи и Ник Вершурен са по 10 поена.

### Учесници
| Екипа      | Квалификације                            |
| ---------- | ---------------------------------------- |
| Аустралија | Одустали од учешћа                       |
| Холандија  | 6. место у Дивизији I, Група Б           |
| Хрватска   | Домаћин, 2. место у Дивизији II, Група А |
| Шпанија    | 4. место у Дивизији II, Група А          |
| Кина       | 5. место у Дивизији II, Група А          |
| Израел     | 1. место у Дивизији II, Група Б          |

### Судије
За турнир су изабране три судије и пет линијских судија.
| Главне судије                                            | Линијске судије                                                                   |
| -------------------------------------------------------- | --------------------------------------------------------------------------------- |
| - Мартин Кристенсен - Виталијус Севрук - Бартош Кашмарек | - Томислав Грозај - Марко Шаковић - Барнабас Фењи - Лудовит Шолтес - Анже Бергант |

### Резултати и табела
|  | Пласман на СП 2023, дивизија I − група Б |
|  | Одустали од учешћа                       |

| #          | Репрезентација | Ут | П | Ппр | Ипр | И | ГД | ГП | ГР  | Бод |
| ---------- | -------------- | -- | - | --- | --- | - | -- | -- | --- | --- |
| 1. (27/49) | Кина           | 4  | 4 | 0   | 0   | 0 | 28 | 4  | +24 | 12  |
| 2. (28/49) | Холандија      | 4  | 3 | 0   | 0   | 1 | 19 | 10 | +9  | 9   |
| 3. (29/49) | Хрватска       | 4  | 1 | 1   | 0   | 2 | 9  | 12 | -3  | 5   |
| 4. (30/49) | Шпанија        | 4  | 1 | 0   | 1   | 2 | 10 | 12 | −2  | 4   |
| 5. (31/49) | Израел         | 4  | 0 | 0   | 0   | 4 | 4  | 32 | −28 | 0   |
| 6.         | Аустралијаa    | 0  | 0 | 0   | 0   | 0 | 0  | 0  | 0   | 0   |

Извор:ИИХФ

Правила пласмана: 1) бодови; 2) међусобни сусрет; 3) међусобна гол-разлика; 4) међусобни број постигнутих голова; 5) резултат против најближе најбоље рангиране екипе ван изједначених екипа; 6) резултат против другопласиране екипе ван изједначених екипа; 7) носиоци пре турнира. 

Напомена: a - Аустралија је повукла свој тим 22. јануара 2022. због пандемије ковида 19. 
| 25. април 2022. 16:00 | Холандија | 5 : 3 2:0, 2:1, 1:2 | Шпанија | Дворана Велесајам, Загреб Посетилаца: 10 |

| Извор | Извор | Извор | Извор | Извор |
| ----- | ----- | ----- | ----- | ----- |
|       |       |       |       |       |
|       |       |       |       |       |
|       |       |       |       |       |
|       |       |       |       |       |

| 25. април 2022. 19:45 | Израел | 1 : 5 0:1, 0:2, 1:2 | Хрватска | Дворана Велесајам, Загреб Посетилаца: 13 |

| Извор | Извор | Извор | Извор | Извор |
| ----- | ----- | ----- | ----- | ----- |
|       |       |       |       |       |
|       |       |       |       |       |
|       |       |       |       |       |
|       |       |       |       |       |

| 26. април 2022. 17:00 | Кина | 14 : 1 4:0, 5:0, 5:1 | Израел | Дворана Велесајам, Загреб Посетилаца: 15 |

| Извор | Извор | Извор | Извор | Извор |
| ----- | ----- | ----- | ----- | ----- |
|       |       |       |       |       |
|       |       |       |       |       |
|       |       |       |       |       |
|       |       |       |       |       |

| 27. април 2022. 16:00 | Кина | 5 : 1 2:0, 1:1, 2:0 | Холандија | Дворана Велесајам, Загреб Посетилаца: 10 |

| Извор | Извор | Извор | Извор | Извор |
| ----- | ----- | ----- | ----- | ----- |
|       |       |       |       |       |
|       |       |       |       |       |
|       |       |       |       |       |
|       |       |       |       |       |

| 27. април 2022. 19:45 | Хрватска | 1 : 0 (пен) 0:0, 0:0, 0:0, 0:0, 1:0 | Шпанија | Дворана Велесајам, Загреб Посетилаца: 14 |

| Извор | Извор | Извор | Извор | Извор |
| ----- | ----- | ----- | ----- | ----- |
|       |       |       |       |       |
|       |       |       |       |       |
|       |       |       |       |       |
|       |       |       |       |       |

| 28. април 2022. 19:45 | Израел | 0 : 7 0:1, 0:3, 0:3 | Холандија | Дворана Велесајам, Загреб Посетилаца: 6 |

| Извор | Извор | Извор | Извор | Извор |
| ----- | ----- | ----- | ----- | ----- |
|       |       |       |       |       |
|       |       |       |       |       |
|       |       |       |       |       |
|       |       |       |       |       |

| 29. април 2022. 16:00 | Шпанија | 6 : 2 1:0, 4:0, 1:2 | Израел | Дворана Велесајам, Загреб Посетилаца: 9 |

| Извор | Извор | Извор | Извор | Извор |
| ----- | ----- | ----- | ----- | ----- |
|       |       |       |       |       |
|       |       |       |       |       |
|       |       |       |       |       |
|       |       |       |       |       |

| 29. април 2022. 19:45 | Хрватска | 1 : 5 0:0, 0:4, 1:1 | Кина | Дворана Велесајам, Загреб Посетилаца: 22 |

| Извор | Извор | Извор | Извор | Извор |
| ----- | ----- | ----- | ----- | ----- |
|       |       |       |       |       |
|       |       |       |       |       |
|       |       |       |       |       |
|       |       |       |       |       |

| 30. април 2022. 16:00 | Шпанија | 1 : 4 1:0, 0:1, 0:3 | Кина | Дворана Велесајам, Загреб Посетилаца: 12 |

| Извор | Извор | Извор | Извор | Извор |
| ----- | ----- | ----- | ----- | ----- |
|       |       |       |       |       |
|       |       |       |       |       |
|       |       |       |       |       |
|       |       |       |       |       |

| 30. април 2022. 19:45 | Холандија | 6 : 2 2:0, 2:2, 2:0 | Хрватска | Дворана Велесајам, Загреб Посетилаца: 23 |

| Извор | Извор | Извор | Извор | Извор |
| ----- | ----- | ----- | ----- | ----- |
|       |       |       |       |       |
|       |       |       |       |       |
|       |       |       |       |       |
|       |       |       |       |       |

Напомена: Сатница свих утакмица је по локалном времену UTC+2.

## Група Б
Првенство друге дивизије групе Б на светском шампионату 2022. играло се од 18. до 23. априла у Рејкјавику, главном граду Исланда. Све утакмице су се играле Арени Лаугардаур у Рејкјавику. На турниру је учествовало 5 екипа, четири из Европе и једна из Северне Америке, играло се по лигашком систему у четири кола, а две првопласиране екипа обезбедиле су наступ на првенство друге дивизије групе А за 2023. годину.
Титулу светског првака у другој дивизији групе Б освојила је селекција Исланда која је остварила свих четири победа на турниру. На одиграних 10 утакмица постигнуто је укупно 83 голова, односно 8,3 погодака по утакмици. Све мечеве је уживо пратило 2.942 гледалаца или у просеку 294 гледаоца по утакмици. Најефикаснији играч турнира је био нападач селекције Грузије Никита Букија са 11 поена. 

### Учесници
| Екипа       | Квалификације                     |
| ----------- | --------------------------------- |
| Исланд      | Домаћин, 2. место у Дивизији II Б |
| Нови Зеланд | Одустали од такмичења             |
| Белгија     | 6. место у Дивизији II, Група А   |
| Грузија     | 4. место у Дивизији II, Група Б   |
| Мексико     | 5. место у Дивизији II, Група Б   |
| Бугарска    | 1. место у Дивизији III, Група А  |

### Судије
За турнир су изабране три судије и пет линијских судија.
| Главне судије                              | Линијске судије                                                             |
| ------------------------------------------ | --------------------------------------------------------------------------- |
| - Жулијен Пејр - Ендрју Далтон - Јос Корте | - Вејн Герд - Ендрју Кук - Оли Гунарсон - Синдри Гунарсон - Херман Јохансен |

### Резултати и табела
|  | Пласман на СП 2023, дивизија II − група А |
|  | Одустали од учешћа                        |

| #          | Репрезентација | Ут | П | Ппр | Ипр | И | ГД | ГП | ГР  | Бод |
| ---------- | -------------- | -- | - | --- | --- | - | -- | -- | --- | --- |
| 1. (32/49) | Исланд         | 4  | 4 | 0   | 0   | 0 | 25 | 7  | +18 | 12  |
| 2. (33/49) | Грузија        | 4  | 3 | 0   | 0   | 1 | 21 | 11 | +10 | 9   |
| 3. (34/49) | Белгија        | 4  | 2 | 0   | 0   | 2 | 22 | 8  | +14 | 6   |
| 4. (35/49) | Бугарска       | 4  | 1 | 0   | 0   | 3 | 11 | 33 | -22 | 3   |
| 5. (36/49) | Мексико        | 4  | 0 | 0   | 0   | 4 | 4  | 24 | -20 | 3   |
| 6.         | Нови Зеланд    | 0  | 0 | 0   | 0   | 0 | 0  | 0  | 0   | 0   |

Извор:ИИХФ 

Правила пласмана: 1) бодови; 2) међусобни сусрет; 3) међусобна гол-разлика; 4) међусобни број постигнутих голова; 5) резултат против најближе најбоље рангиране екипе ван изједначених екипа; 6) резултат против другопласиране екипе ван изједначених екипа; 7) носиоци пре турнира. 

Напомена: a - Аустралија је повукла свој тим 2. фебруара 2022. због пандемије ковида 19.
| 18. април 2022. 16:30 | Бугарска | 2 : 10 1:2, 0:4, 1:4 | Исланд | Арена Лаугардаур, Рејкјавик Посетилаца: 500 |

| Извор | Извор | Извор | Извор | Извор |
| ----- | ----- | ----- | ----- | ----- |
|       |       |       |       |       |
|       |       |       |       |       |
|       |       |       |       |       |
|       |       |       |       |       |

| 18. април 2022. 20:00 | Белгија | 3 : 4 2:3, 1:0, 0:1 | Грузија | Арена Лаугардаур, Рејкјавик Посетилаца: 70 |

| Извор | Извор | Извор | Извор | Извор |
| ----- | ----- | ----- | ----- | ----- |
|       |       |       |       |       |
|       |       |       |       |       |
|       |       |       |       |       |
|       |       |       |       |       |

| 19. април 2022. 18:00 | Мексико | 2 : 6 2:2, 0:4, 0:0 | Бугарска | Арена Лаугардаур, Рејкјавик Посетилаца: 100 |

| Извор | Извор | Извор | Извор | Извор |
| ----- | ----- | ----- | ----- | ----- |
|       |       |       |       |       |
|       |       |       |       |       |
|       |       |       |       |       |
|       |       |       |       |       |

| 20. април 2022. 16:30 | Исланд | 5 : 2 1:0, 3:1, 1:1 | Грузија | Арена Лаугардаур, Рејкјавик Посетилаца: 357 |

| Извор | Извор | Извор | Извор | Извор |
| ----- | ----- | ----- | ----- | ----- |
|       |       |       |       |       |
|       |       |       |       |       |
|       |       |       |       |       |
|       |       |       |       |       |

| 20. април 2022. 20:00 | Мексико | 1 : 6 0:1, 0:4, 1:1 | Белгија | Арена Лаугардаур, Рејкјавик |

| Извор | Извор | Извор | Извор | Извор |
| ----- | ----- | ----- | ----- | ----- |
|       |       |       |       |       |
|       |       |       |       |       |
|       |       |       |       |       |
|       |       |       |       |       |

| 21. април 2023. 18:00 | Бугарска | 0 : 11 0:3, 0:3, 0:5 | Белгија | Арена Лаугардаур, Рејкјавик Посетилаца: 37 |

| Извор | Извор | Извор | Извор | Извор |
| ----- | ----- | ----- | ----- | ----- |
|       |       |       |       |       |
|       |       |       |       |       |
|       |       |       |       |       |
|       |       |       |       |       |

| 22. април 2022. 16:30 | Грузија | 10 : 3 2:1, 1:2, 7:0 | Бугарска | Арена Лаугардаур, Рејкјавик Посетилаца: 37 |

| Извор | Извор | Извор | Извор | Извор |
| ----- | ----- | ----- | ----- | ----- |
|       |       |       |       |       |
|       |       |       |       |       |
|       |       |       |       |       |
|       |       |       |       |       |

| 22. април 2022. 20:00 | Исланд | 7 : 1 2:0, 2:1, 3:0 | Мексико | Арена Лаугардаур, Рејкјавик Посетилаца: 678 |

| Извор | Извор | Извор | Извор | Извор |
| ----- | ----- | ----- | ----- | ----- |
|       |       |       |       |       |
|       |       |       |       |       |
|       |       |       |       |       |
|       |       |       |       |       |

| 23. април 2022. 16:30 | Грузија | 5 : 0 3:0, 2:0, 0:0 | Мексико | Арена Лаугардаур, Рејкјавик Посетилаца: 43 |

| Извор | Извор | Извор | Извор | Извор |
| ----- | ----- | ----- | ----- | ----- |
|       |       |       |       |       |
|       |       |       |       |       |
|       |       |       |       |       |
|       |       |       |       |       |

| 23. април 2022. 20:00 | Белгија | 2 : 3 0:0, 1:2, 1:1 | Исланд | Арена Лаугардаур, Рејкјавик Посетилаца: 1.120 |

| Извор | Извор | Извор | Извор | Извор |
| ----- | ----- | ----- | ----- | ----- |
|       |       |       |       |       |
|       |       |       |       |       |
|       |       |       |       |       |
|       |       |       |       |       |

Напомена: Сатница свих утакмица је по локалном времену UTC+0.